# Тлателолко
Тлателолко или Тлатилолко, от „тлали“ земя; „телоли“ хълм; „ко“ място, буквално преведено – „в малкия хълм на земята“, е важен квартал на Мексико сити, в община Куатемок, чийто исторически център е площадът Пласа де Трес Културас (площад на трите култури). Площадът е заобиколен от 3-те страни от археологически разкопки от ацтекското минало на града, храм от 16 век Темпло де Сантяго и служебен комплекс. В недалечното минало комплексът е бил подведомствен на Министерството на външните работи, а сега принадлежи на Националния автономен университет на Мексико.
Значим пазарен град по време на ацтекското (доколумбово) Мексико, Тлателолко днес е един от най-важните археологически райони в долината на Мексико. Намира се в близост до църквата и манастира апостол Сантяго (Santiago Apóstol), построени през 1530-те с камъни от разрушените храмове на ацтеките. Там се е намирал и францисканският колеж „Санта Крус де Тлателолко“ (Santa Cruz de Tlatelolco) – център за запознаване на мехиките в теологичните учения на завоевателите

## История
Жилищният комплекс на испански: Unidad Habitacional Nonoalco-Tlatelolco Ноноалко Тлателолко, построен през 1960-те години, е обслужван от станция на столичното метро. Тук се намира и пирамидалната сграда Банобрас, в която се помещава карильон (камбанария) с 47 камбани. Със 125-те си метра височина, това е най-високата камбанария в света. Друга сграда, покрита с бял мрамор, е бившата сграда на Секретариата на Министерството на външните работи на Мексико.

### Договор за неразпространение на ядреното оръжие
Тук на 14 февруари 1967 г. е подписан договорът от Тлателолко за неразпространение на ядреното оръжие в региона на Карибско море и Латинска Америка. Всички страни от региона, с изключение на Бразилия и Аржентина, подписват договора. Всички страни подписали договора го ратифицират, но Протокол № 1 от договора не е ратифициран от Американския сенат.

### Погромът на студентските протести
На 2 октомври 1968 г. на Площада на трите култури офанзива на мексикански военни части потушава протестните демонстрации на студенти и граждани, състояли се от следобяда до ранните часове на нощта, 10 дни преди откриването на Летните олимпийски игри в Мексико.

### Земетресението от 1985
На 19 септември 1985 г. много жилищни сгради в този район са разрушени от силно земетресение с магнитуд 8,1 по скалата на Рихтер. Високата 58 метра 15-етажна жилищна кооперация „Нуево Леон“ (на испански: Nuevo León) е срутена до основи от земетресението и погубва всичките си обитатели. Сградата става символ на солидарността на мексиканския народ с жертвите на земетресението и на недоволството на хората заради небрежността на правителството да коригира строителните изисквания за земетръсния район и да отреагира адекватно след бедствието. В спасителните операции и разчистването на развалините се включва дори тенорът Пласидо Доминго, чиито роднини живеели там. Днес е запазен квадрат от очертанията на основите на кооперацията.

### Университетски културен център
Университетският културен център „Тлателолко“ е стратегически проект на Националния автономен университет на Мексико (UNAM]]). Архитектурният комплекс, който почти 4 десетилетия служи като секретариат на Министерството на външните работи, е подарен на Университета през ноември 2006 г. с цел създаване на голямо културно пространство, което да насърчава и обогатява, чрез обществени културни проекти, живота на населението от северната част на столицата. В целите на центъра заляга да се разшири приложението на академичната програма на Университета в духовната сфера.
По повод на стогодишния юбилей на УНАМ културният център „Тлателолко“ покрива фасадата си с неонови геометрични фигури в червено и синьо. Инсталирани са от Томас Гласфорд (Thomas Glassford), инсталацията е наречена „Фарът Чипе-Тотек“. Творбата е вдъхновена от мита за ацтекското божество Чипе-Тотек, което според митологичния разказ се обличало в кожите на враговете си по време на култовите церемонии. Сградата на центъра е по проект на мексиканския архитект Педро Рамирес Васкес. Центърът е разположен в югоизточната част на жилищния комплекс „Ноноалко – Тлателолко“ (исп. Habitacional Nonoalco-Tlatelolco, Абитасионал Ноноалко – Тлателолко). На север са археологическите обекти на Тлателолко и Площада на трите култури, на юг – Авенида „Рикардо Флорес Mагон“, на запад – централната градска артерия „Ласаро Карденас“, а на изток – специализирана зона за услуги.

## Галерия
- Площадът Пласа де лас Трес Културас
- Пред станцията на метрото